# Naz
Pour les articles homonymes, voir Naz (homonymie).
Naz est une localité et une ancienne commune suisse du canton de Vaud, située dans le district du Gros-de-Vaud.

## Histoire
Attesté vers 1200 sous le nom de Nars, Naz est une propriété jusqu'en 1536 du chapitre cathédral de Lausanne. Le village dépend de la châtellenie de Dommartin, au Moyen Âge comme sous le régime bernois (mandement de Dommartin dans le bailliage de Lausanne de 1536 à 1798). Ses habitants sont organisés en communauté depuis le XVe siècle au moins. Naz a fait partie du district d'Échallens de 1798 à 2006. Le village relève depuis toujours de la paroisse de Dommartin. Petite commune agricole, Naz garde dans ses armoiries modernes le souvenir d'une tuilerie (Brochon en 1734), encore en exploitation au début du XXe siècle. Des terrains marécageux sont assainis dans les années 1885-1890. Un remaniement parcellaire est effectué de 1950 à 1956 et un plan de zones en 1978.
Lors d'un référendum organisé le 5 mars 2010, la commune approuve sa fusion avec celles de Dommartin, Poliez-le-Grand et Sugnens au sein de la nouvelle commune de Montilliez qui a vu le jour le 1er juillet 2011.

## Géographie
Les 118 hectares de Naz sont situés dans le Gros-de-Vaud, sur l'axe Échallens - Moudon et Lausanne - Thierrens.

## Démographie
Naz compte 75 habitants en 1764, 98 en 1850, 77 en 1900, 56 en 1950 et 91 en 2000.